# Concepción (vulkán)
A Concepción egy aktív tűzhányó Nicaragua déli részén, Ometepe szigetén.

## Földrajz
A Concepción Nicaragua déli részén, Rivas megye területén, a Nicaragua-tó Ometepe nevű szigetén található, 1610 méteres tengerszint feletti magasságával a szigetet alkotó két vulkán közül ez a magasabbik. Alakja csaknem tökéletes kúp, anyagát tekintve dácitos, bazaltos kőzetekből áll. Krátere mintegy 250 méter mély.
Bár nagy kitöréseket régóta nem produkál, mégis ma mint Nicaragua legveszélyesebb, 12-es veszélyességi fokozatú vulkánját tartják nyilván, mivel rengéseket, hamuesőket vagy akár lávafolyásokat is okozhat és mérgező gázokat is kibocsáthat. A 20. században 20-nál is több kitörése volt, azóta is néhány évente mutat aktivitást. Utóbbi évtizedekben történt kitörései magasságát is jelentősen megnövelték, és ezek eredményezik azt is, hogy felső részén ritka a növényzet.

## Megmászása
A Concepción Nicaragua egyik legnehezebben megmászható hegye, mivel viszonylag magas, meredek oldalú, a haladást pedig kisebb-nagyobb kövek és sziklák nehezítik. Alacsonyabb részein banánültetvények terülnek el, később sűrű, nedves őserdő következik, magasabb részein viszont már ritkább a növényzet. A csúcs leggyakrabban ködbe, felhőbe burkolózik, viszont a szél is erős. A fel- és lejutás, amely nyugatról, Moyogalpa felől lehetséges, átlagosan 7–10 órát vesz igénybe.

## Képek

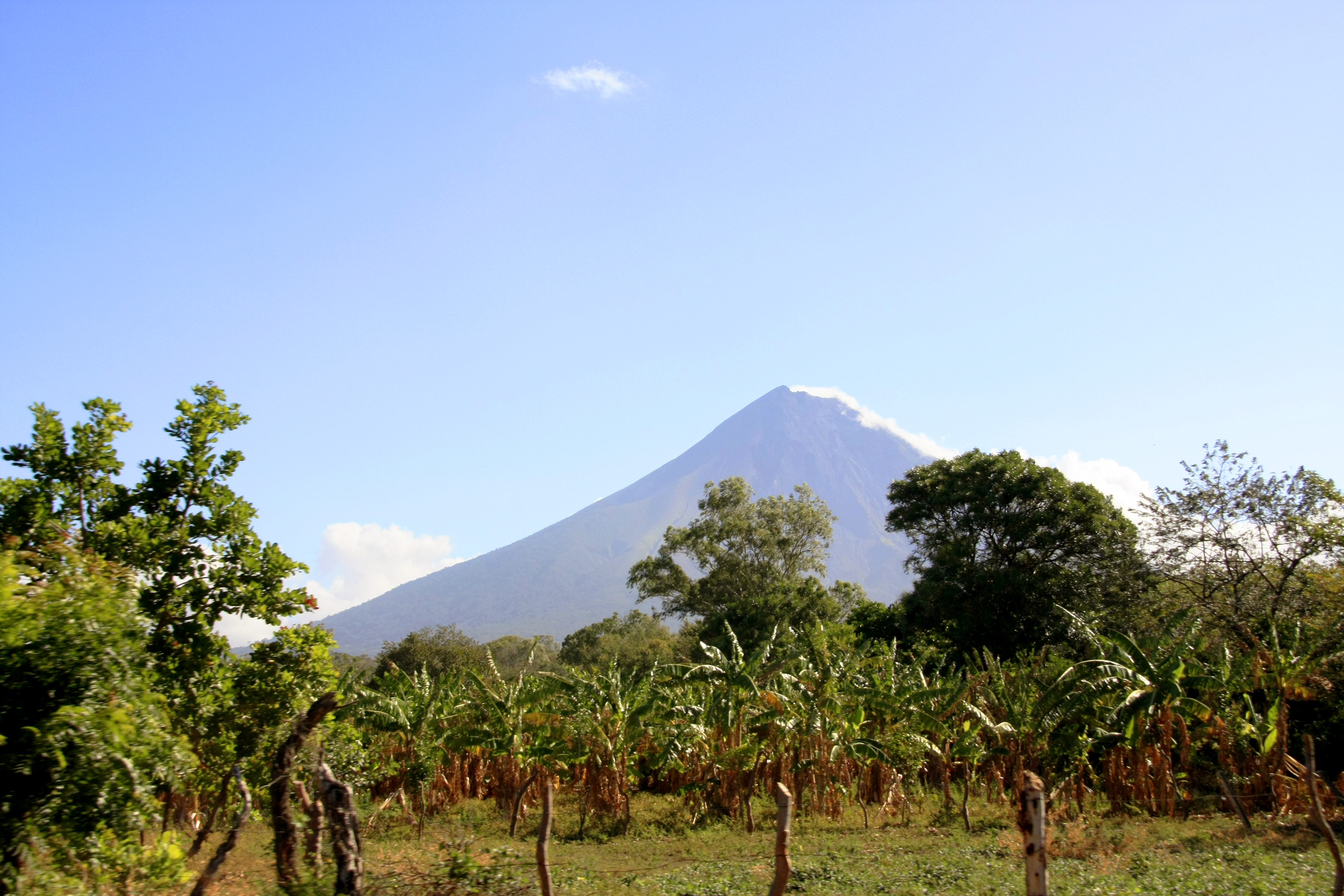
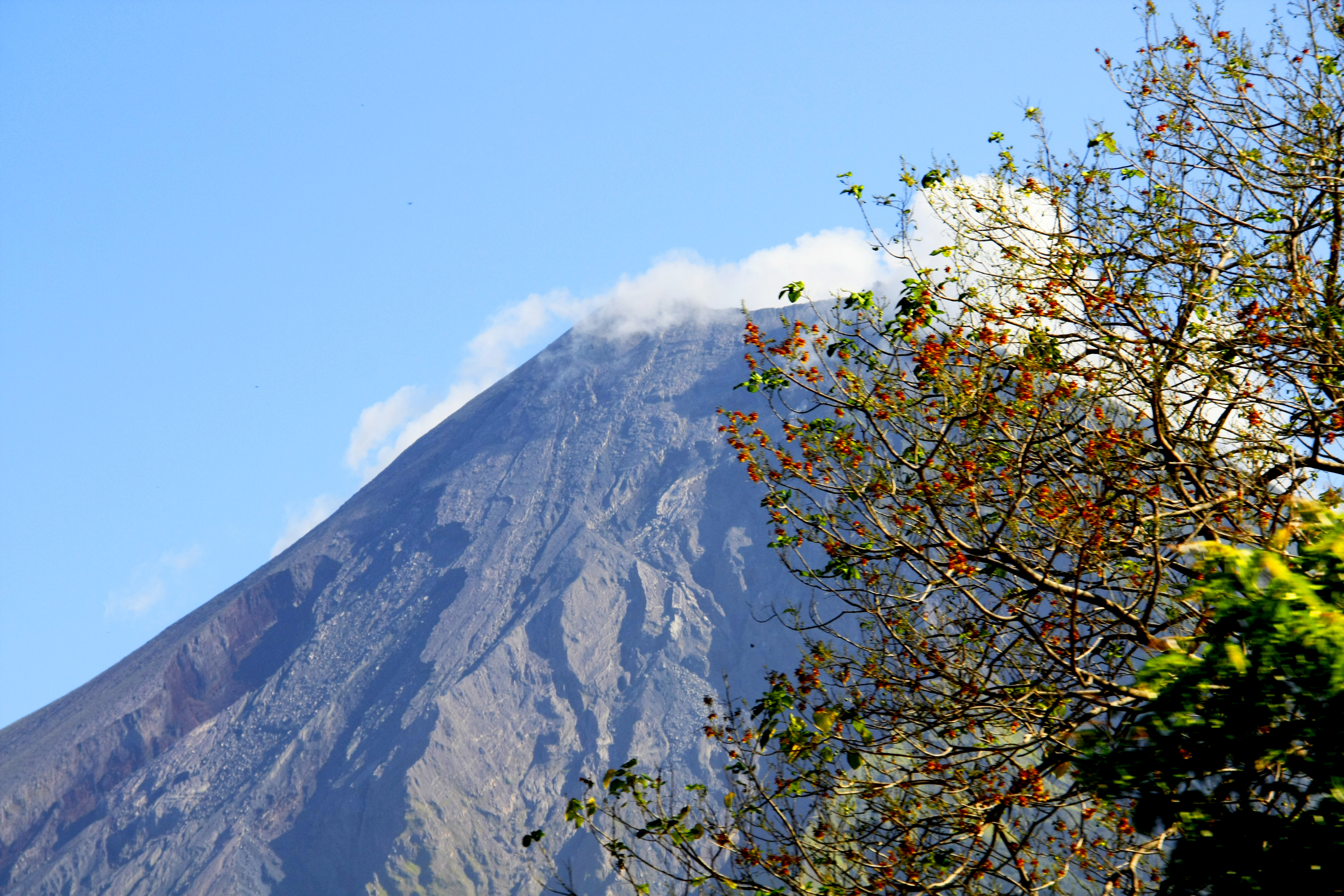
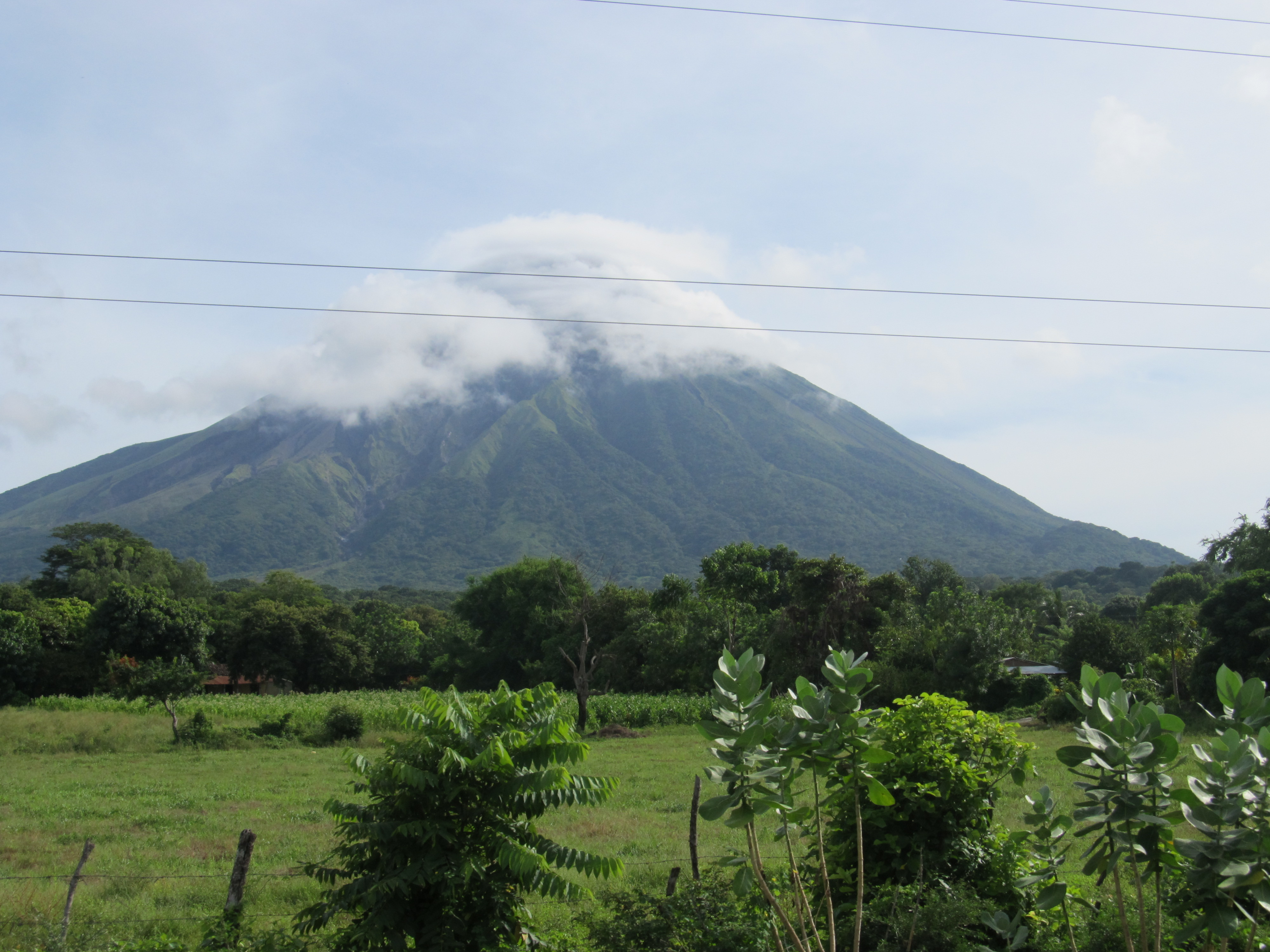
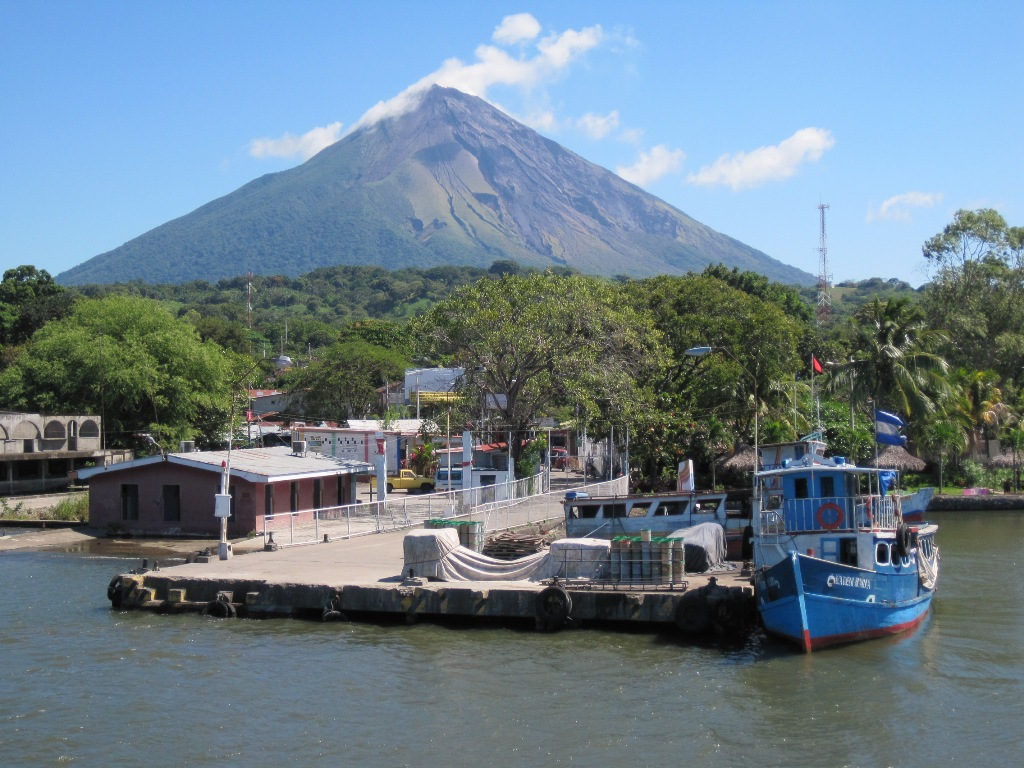